# Corollospora trifurcata
Corollospora trifurcata är en svampart som först beskrevs av Höhnk, och fick sitt nu gällande namn av Jan Kohlmeyer 1962. Corollospora trifurcata ingår i släktet Corollospora och familjen Halosphaeriaceae.   Inga underarter finns listade i Catalogue of Life.
I den svenska databasen Dyntaxa används istället namnet Arenariomyces trifurcatus för samma taxon.  Arten är reproducerande i Sverige.